# 沖縄県の資格者配置路線
沖縄県の資格者配置路線（おきなわけんのしかくしゃはいちろせん）とは、交通誘導警備業務に関し、道路又は交通の状況により、沖縄県公安委員会が道路における危険を防止するため必要と認める路線である。当該路線で交通誘導警備業務を実施するにあたっては、交通誘導警備業務を実施する場所ごとに、交通誘導警備業務1級検定又は2級検定の合格証明書の交付を受けた警備員を1名以上配置しなければならない。

## 告示・施行
- 2006年12月1日：告示　　沖縄県公安委員会告示第163号
- 2007年6月1日：施行

## 路線一覧
|    | 路線名             | 区間         |
| -- | ------------------ | ------------ |
| 1  | 国道58号           | 沖縄県の全域 |
| 2  | 国道329号          | 沖縄県の全域 |
| 3  | 国道330号          | 沖縄県の全域 |
| 4  | 国道331号          | 沖縄県の全域 |
| 5  | 国道390号          | 沖縄県の全域 |
| 6  | 県道奥武山米須線   | 沖縄県の全域 |
| 7  | 県道那覇北中城線   | 沖縄県の全域 |
| 8  | 県道沖縄石川線     | 沖縄県の全域 |
| 9  | 県道那覇糸満線     | 沖縄県の全域 |
| 10 | 県道沖縄環状線     | 沖縄県の全域 |
| 11 | 県道宜野湾南風原線 | 沖縄県の全域 |
| 12 | 県道那覇宜野湾線   | 沖縄県の全域 |